# Michaił Arcybaszew
Michaił Piotrowicz Arcybaszew, ros. Михаил Петрович Арцыбашев (ur. 5 listopada 1878 w chutorze Dobrosławiwka,  ujezdu ochtyrskiego w guberni charkowskiej, zm. 3 marca 1927 w Warszawie) – rosyjski pisarz, dramaturg i publicysta, od strony polskiej matki prawnuk Tadeusza Kościuszki. Od 1923 przebywał na emigracji w Polsce.

## Życie i twórczość
Urodził się w zubożałej rodzinie szlacheckiej. Wcześnie stracił matkę, w dzieciństwie wiele chorował (m.in. na gruźlicę), co wpłynęło zapewne na próbę samobójstwa w wieku 16 lat. Od 1895 pracował jako kancelista w urzędzie ziemskim. W latach 1897–1898 uczył się w Szkole Malarstwa i Rysunku w Charkowie. W 1898 przeprowadził się do Petersburga, gdzie próbował wstąpić na Akademię Sztuk Pięknych, ale bez powodzenia, gdyż nie miał ukończonego gimnazjum. Pozostał w mieście, zarabiając na życie rysowaniem karykatur do bulwarowej prasy i pisaniem krótkich opowiadań satyrycznych. Uprawiał też hazard.
W 1901 miał swój debiut literacki. Napisał opowiadanie pt. Pasza Tumanow, przesiąknięte ideami głoszonymi przez Lwa Tołstoja. W kolejnych opowiadaniach (m.in. Подпрапорщик Гололобов, Кровь, Смерть Ланде) również zaznaczył się silny wpływ późnej twórczości Lwa Tołstoja. Pod wpływem wystąpień rewolucyjnych z 1905 w twórczości Arcybaszewa pojawiły się wątki katastroficzne – człowiek jest w zamyśle pisarza jednocześnie twórcą historii i jej ofiarą (m.in. opowiadania pt. На белом снегу, Кровавое пятно, Мужик и барин, В деревне, powieść pt. Человеческая волна).
W 1907 wydał pierwszą większą powieść pt. Sanin. Powieść ta wywołała żarliwe polemiki – przeciwnicy zarzucali jej aspołeczność, nieobyczajność, nadmierny hedonizm, bulwarowość, a wręcz oskarżali o „pornografię”. Zarzuty te, z dzisiejszego punktu widzenia mało zrozumiałe, odzwierciedlają nastroje społeczeństwa rosyjskiego początków XX wieku. Chodziło głównie o konflikt indywiduum i społeczeństwa – główny bohater ma prawo do podporządkowania sobie interesów społecznych w imię „wyższych” interesów osobistych. Podobne kontrowersje wzbudzały atakujące tradycyjną moralność i stosunki społeczne sztuki teatralne Arcybaszewa.
Po 1910 opracował on koncepcję „eklezjaztyzmu”, czyli syntezy idei biblijnej Księgi Koheleta z ideami Fryderyka Nietzschego, Arthura Schopenhauera, Karla Roberta Eduarda von Hartmanna i Henriego Bergsona. Według Arcybaszewa cel życiowy człowieka jest pozorny; życie – cykl cierpień, kończy się „czarną dziurą”, czyli niebytem. Znalazło to odbicie w jego artykułach publikowanych w czasopismach rosyjskich. Koncepcja „eklezjaztyzmu” uwidoczniła się w powieści pt. У последней черты.
Szczytowym osiągnięciem literackim tego okresu była powieść pt. Женщина, стоящая посреди, opublikowana w 1915. Stanowiła ona gorzko ironiczne pożegnanie z jednym z ulubionych „motywów” literatury rosyjskiej XIX w. – „turgieniewowskim” dziewczęciem. Pisarz jak gdyby powrócił w niej do pierwocin swojej twórczości literackiej, tj. potwierdzenia najwyższego moralnego prawa wszechświata.

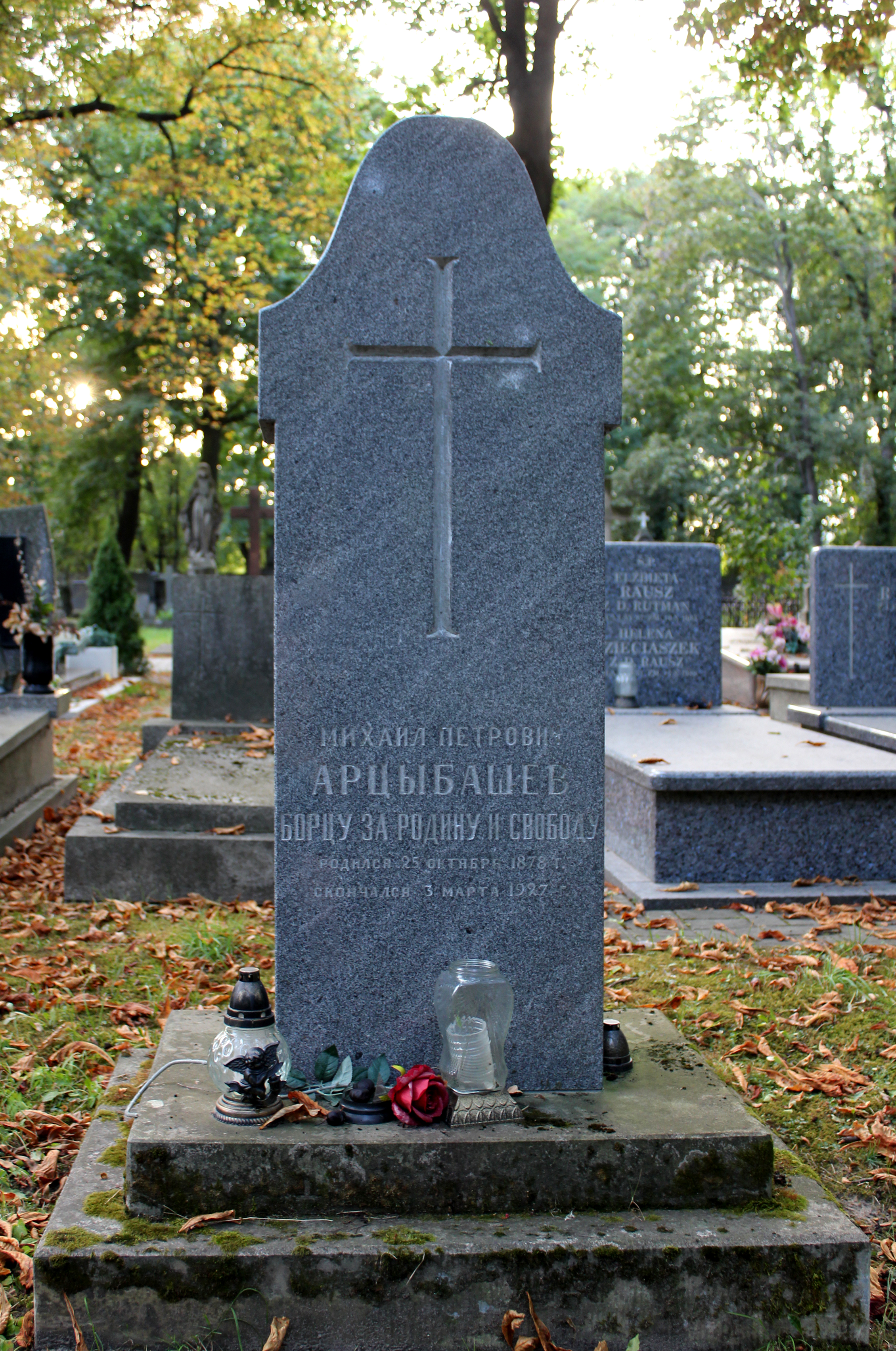
Grób Arcybaszewa w Warszawie (2023)

Okres I wojny światowej i rewolucję bolszewicką z 1917 Arcybaszew uznał za katastrofę. Latem 1923 opuścił Rosję sowiecką i wyjechał do Warszawy, gdzie mieszkał aż do śmierci. Na emigrację wybrał Polskę, gdyż jego matka była pochodzenia polskiego. W okresie warszawskim zajmował się publicystyką, w której m.in. pisał o kulisach rewolucji w Rosji. Pisał artykuły do gazety „За свободу!”, które zostały zebrane w książce pt. Записки писателя. Pośmiertnie wyszła jego kolejna powieść pt. Черемуха.
Pochowany został na cmentarzu prawosławnym na warszawskiej Woli.

## Dzieła wydane po polsku
- 1908 – Nowele, przeł. Wanda Bruner i Władysław Wróblewski
- 1909 – Śmierć Landego, przeł. Wacława Kiślańska
- 1914 – Życie a śmierć, przeł. anonim (M.Ś.)
- 1920 – Sanin, przeł. Stanisław Lack
- 1927 – Robotnik Szewyrew, przeł. Wacław Kietlicz-Wojnacki
- 1930 (około) – Miljony, przeł. Julian Tuwim